# Oldeania alpina
Oldeania alpina (K.Schum.) Stapleton, 2013 è una pianta angiosperma monocotiledone appartenente alla famiglia delle Poacee. È l'unica specie nota del genere Oldeania.

## Etimologia
Il nome generico (Oldeania) deriva dal nome comune Maasai (oldeani) in Tanzania. L'epiteto specifico (alpina) indica un habitat montano. Il nome scientifico della specie (e anche del genere) è stato definito dal botanico contemporaneo Christopher Mark Adrian Stapleton (1957-) nella pubblicazione "PhytoKeys 25: 99. 2013" del 2013.

## Descrizione

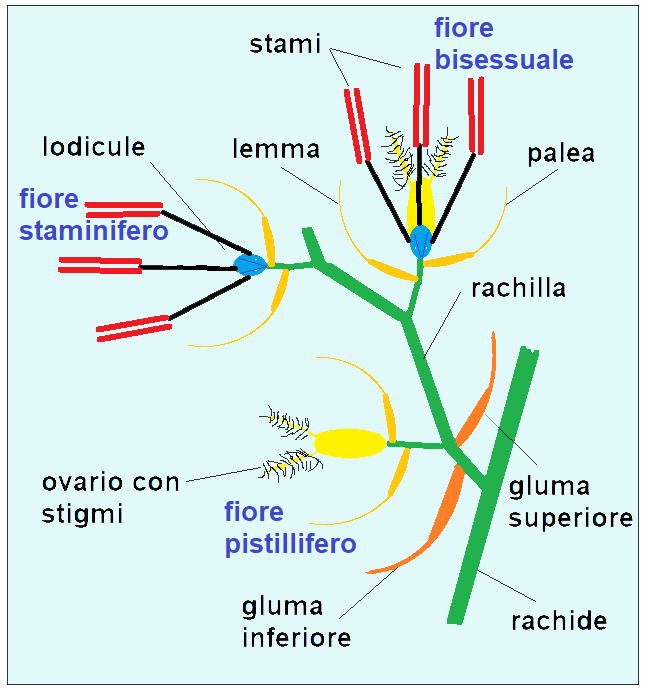
Spighetta generica con tre fiori diversi

### Portamento
Il portamento di questa specie è perenne con culmi legnosi oscillanti, eretti e scanalati. Gli internodi dei culmi sono affusolati. Le radici in genere sono del tipo fascicolato con rizomi pachimorfi allungati. Dai nodi inferiori possono diramarsi delle radici aeree spinose. Inoltre da ogni nodo possono svilupparsi orizzontalmente fino a 5 rami subuguali. Dimensioni della pianta: altezza 15 - 20 metri; diametro dei culmi 6 – 10 cm.
- Le foglie lungo il culmo in genere sono alterne e distiche. Sono composte da una guaina (decidua) con padiglioni auricolari, una ligula (esterna) e una lamina con forme lineari, apice acuto, bordi cigliati e aspetto semilucido. Sono presenti dei pseudo-piccioli. Le venature sono parallelinervie (quelle trasversali sono visibili).

### Infiorescenza
- Infiorescenza principale (sinfiorescenza o semplicemente spiga): le infiorescenze, dei racemi a pannocchia aperta, sono ramificate e bratteate. Le spighette, con forme lineari e compresse lateralmente, in genere sono solitarie e quelle fertili sono pedicellate.
- Infiorescenza secondaria (o spighetta): le spighette fertili sono sottese da due brattee chiamate glume (inferiore e superiore). Le glume sono persistenti e più corte della spighetta. La forma è ovata per quella superiore ed ellittica per quella inferiore; la consistenza è erbacea con o senza ciglia. Ogni spighetta è formata da più fiori fertili (fino a 10); i fiori apicali sono ridotti. In genere sono presenti due glume vuote e 4 - 8 glume fertili. Alla base del fiore fertile sono presenti due brattee: la palea e il lemma. Il lemma è ovato a consistenza erbacea e senza ciglia. La disarticolazione avviene sotto ogni fiore fertile. La rachilla è definita (cimosa).
- I fiori sono attinomorfi formati da 3 verticilli: perianzio ridotto, androceo e gineceo.

- Formula fiorale:

- , P 2, A (1-)3(-6), G (2–3) supero, cariosside.

- Il perianzio è ridotto e formato da tre lodicule, delle squame, poco visibili (forse relitto di un verticillo di 3 sepali). Il tessuto delle lodicule è ampiamente vascolato.

- L'androceo è composto da 3 stami ognuno con un breve filamento libero, una antera e due teche. Le antere sono basifisse con deiscenza laterale. Il polline è monoporato.

- Il gineceo è composto da 3-(2) carpelli connati formanti un ovario supero. L'ovario, glabro ha un solo loculo con un solo ovulo subapicale (o quasi basale). L'ovulo è anfitropo e semianatropo e tenuinucellato o crassinucellato. Lo stilo è unico con due/tre stigmi papillosi.

### Frutti
I frutti sono del tipo cariosside, ossia sono dei piccoli chicchi indeiscenti nel quale il pericarpo è formato da una sottile parete che circonda il singolo seme. In particolare il pericarpo è fuso al seme e aderente. L'endosperma è duro e l'ilo è lungo e lineare. L'embrione è provvisto di epiblasto. I margini embrionali della foglia si sovrappongono.

## Biologia
In generale nelle erbe delle Poaceae la fecondazione avviene fondamentalmente tramite l'impollinazione dei fiori per via  anemogama. Gli stigmi piumosi sono una caratteristica importante per catturare meglio il polline aereo.
I semi cadendo a terra, dopo aver eventualmente percorso alcuni metri a causa del vento (dispersione anemocora) sono dispersi soprattutto da insetti tipo formiche (mirmecoria).

## Distribuzione e habitat
Questa specie è distribuita nelle zone afromontane.

## Tassonomia
La famiglia delle Poacee comprende circa 800 generi e oltre 9.000 specie. È una delle famiglie più numerose e più importanti del gruppo delle monocotiledoni. La famiglia è suddivisa in 12 sottofamiglie, Oldeania alpina fa parte della sottofamiglia Bambusoideae (tribù Arundinarieae).

### Filogenesi
Inizialmente questa specie era descritta all'interno del genere asiatico Yushania, ma prove filogenetiche dimostrano la posizione indipendente di questa pianta. In particolare, all'interno della tribù, Oldeania alpina occupa una posizione centrale e risulta "gruppo fratello" del genere Gaoligongshania (Clade IX).
Per questa specie è indicata la seguente sinapomorfia: dai nodi inferiori si diramano alcune radici aeree spinose.